# 洛里耶尔
洛里耶尔（法語：Laurière，法語發音：[loʁjɛʁ]）是法国新阿基坦大区上维埃纳省的一个市镇，属于利摩日区。

## 地理
洛里耶尔（46°4'35"N, 1°28'31"E）面积20.77 平方千米，位于法国新阿基坦大区上维埃纳省，该省份为法国中西部省份，北起顺时针与安德尔省、克勒兹省、科雷兹省、多爾多涅省、夏朗德省和维埃纳省接壤。
与洛里耶尔接壤的市镇（或旧市镇、城区）包括：福勒、雅布雷耶莱博尔德、阿雷讷、圣古索、里瓦利耶河畔贝尔萨克、圣叙尔皮斯-洛里耶尔、菲尔萨克。

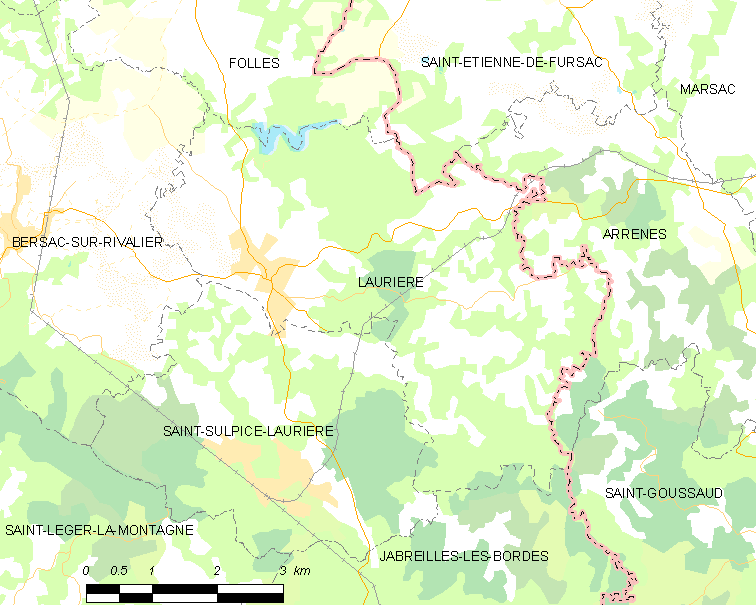
洛里耶尔的OSM定位图

洛里耶尔的时区为UTC+01:00、UTC+02:00（夏令时）。

## 行政
洛里耶尔的邮政编码为87370，INSEE市镇编码为87083。

## 政治
洛里耶尔所属的省级选区为昂巴扎克县。

## 人口

1962-2008年间洛里耶尔人口变化图示

洛里耶尔于2022年1月1日时的人口数量为528人。